# Народно читалище „Развитие – 1869“ (Враца)
 Тази статия е за читалището във Враца.  За читалището в Разград вижте Народно читалище „Развитие – 1869“ (Разград).  
Народното читалище „Развитие – 1869“ в град Враца е основано през 1869 година от родолюбиви врачани, по инициатива на учителя Симеон Подбалкански, Мито Анков, Николчо Кръстеняков, Кръстьо Новкиришки и др. Така то се явява като най-старият културен институт в града.
Съвременната читалищна сграда е строена през периода 1938 – 1941 година по проект на архитектурно бюро „Цолов и Василев“ в София. На търг строежа е възложен на колектив в състав врачанците: арх. Петър Дограмаджиев и инженерите Константин Янакиев и Никола Новоселски. От читалището водят началото си културните институти: драматичен театър, филхармонията, историческия музей и картинната галерия във Враца.
Първото известие за читалището се намира в дописка от 26 април 1869 година в редактирания от публициста Петко Славейков вестник „Македония“, бр. 25 от 17 май същата година. Хронологията на имената е „Напредък“ (1871) и ученолюбиво дружество „Успех“ (1879), името „Развитие“ е възприето през 1884 г.

## Отдели
Библиотеката разполага със 119 000 библиотечни единици съхранявани в отделите:
| Отдел за възрастни                  |
| Детски отдел                        |
| Читалня                             |
| Комплектуване, обработка и каталози |
| Справочно-библиографски отдел       |
| Колпютърна зала                     |

| Музикална школа пиано, цигулка, китара, акордеон |
| Балетна школа класически – и модерен балет       |
| Езикова английски език                           |

| Духов оркестър                                             |
| Представителен ансамбъл за народни песни и танци „Вратица“ |
| Четиригласен смесен хор „Орфей“                            |
| Квартет „Лотос“                                            |
| Младежки хор                                               |